# 세인트 세이야: 나이츠 오브 더 조디악
세인트 세이야: 나이츠 오브 더 조디악은 쿠루마다 마사미의 원작 세인트 세이야를 기반으로 하는 웹 애니메이션이다.

## 개요
2017년 8월 2일, 도쿄 국제 포럼에서 개최된 이벤트 「넷플릭스 애니메이션 슬레이트 2017」에서 넷플릭스 오리지널 작품으로 애니메이션화 및 전 12회(제1시즌 은하 전쟁편에서 백은 세인트편까지)의 전송이 발표되면서, 2018년 11월 27일에 도쿄의 아키바 극장에서 개최된 「넷플릭스 애니메이션 라인업 발표회」에서 2019년 여름 세계 독점 전송이 공표되었다.